# غريغ سميث (لاعب كريكت)
غريغ سميث (30 أكتوبر 1971 في جنوب أفريقيا - ) (بالإنجليزية: Greg Smith)‏ هو لاعب كريكت جنوب أفريقي. لعب مع نادي مقاطعة نوتنغهامشير للكريكت ‏.